# Christian Jung (Molekularbiologe)
Christian Jung (* 17. September 1956 in Northeim) ist ein deutscher Pflanzengenetiker und Molekularbiologe. Er erhielt 2005 den mit 1,55 Millionen Euro dotierten Gottfried-Wilhelm-Leibniz-Preis für seine Forschungen zur Züchtung schädlingsresistenter Pflanzen.

## Leben
Christian Jung wurde 1956 in Northeim geboren, wo er zwischen 1962 und 1966 die Grundschule und zwischen 1966 und 1975 das Gymnasium besuchte und mit dem Abitur abschloss. Danach absolvierte er seinen Wehrdienst und begann 1976 sein Studium der Agrarwissenschaften in Göttingen. In den Jahren von 1977 bis 1979 absolvierte er insgesamt neun Monate Praktika in agrarwirtschaftlichen Betrieben in Deutschland und Kanada und er beendete 1981 sein Studium mit einer Diplomarbeit zum Thema „Nachweis der Stickstofffixierung bei zwei Stämmen des Wasserstoffbakteriums Alcaligenes latus“ unter Professor Hans Günter Schlegel.
Von 1981 bis 1984 war er am Institut für Pflanzenbau und Pflanzenzüchtung in Göttingen tätig, wo er von 1982 bis 1984 wissenschaftlicher Mitarbeiter war. Er promovierte hier 1984 unter dem Titel Eigenleistung und Interaktionen von Roggen- und Weizengenomen in Triticale unter Professor Röbbelen. Von 1984 bis 1986 war er wissenschaftlicher Assistent am Lehrstuhl für Angewandte Genetik an der Universität Hannover und von 1987 bis 1992 Akademischer Rat auf Zeit an der Universität München. Die Habilitation erfolgte 1992 unter Professor Herrmann zum Thema „Molekulare Genomanalyse bei Nutzpflanzen“. Nach seiner Habilitation war er für fast ein Jahr Privatdozent und Oberassistent in München und seit 1993 ist er Professor und Direktor am Institut für Pflanzenbau und Pflanzenzüchtung der Christian-Albrechts-Universität in Kiel.

## Werk
Das Forschungsgebiet von Christian Jung liegt im Bereich der molekularen Züchtungsforschung und in der Entwicklung schädlingsresistenter Nutzpflanzen. Im Rahmen eines Gemeinschaftsprojektes mit anderen Wissenschaftlern gelang ihm erstmals, ein Resistenzgen gegen Fadenwürmer aus Rüben zu klonieren. Allerdings steht der wissenschaftliche Nachweis für die Funktion dieses Gens in der Zuckerrübe bis heute aus. Auch die molekulare Geschlechtsbestimmung der Pflanzen stellt einen Arbeitsbereich von Christian Jung dar.

## Mitgliedschaften und Tätigkeiten
- 1993 bis 2000: Stellvertretendes Mitglied der Zentralen Kommission für die Biologische Sicherheit (ZKBS)
- 1997 bis 1999: Stellvertretender Vorsitzender der Enquête-Kommission des schleswig-holsteinischen Landtages „Chancen und Risiken der Gentechnologie“
- Mitglied der DFG-Senatskommission zur Beurteilung von Stoffen in der Landwirtschaft (SKLW)
- Herausgeber der Fachzeitschrift Plant Breeding
- 2000–2004 Mitglied des Scientific Coordinating Committee des nationalen Pflangenomprojektes GABI
- 2013 Mitglied der Nationalen Akademie der Wissenschaften Leopoldina[1]